# Maruadih Railway Settlement
Maruadih Railway Settlement es una ciudad industrial situada en el distrito de Varanasi en el estado de Uttar Pradesh (India). Su población es de 14298 habitantes (2011). Se encuentra a 319 km al sureste de Lucknow

## Demografía
Según el censo de 2011 la población de Maruadih Railway Settlement era de 14298 habitantes, de los cuales 7548 eran hombres y 6750 eran mujeres. Maruadih Railway Settlement tiene una tasa media de alfabetización del 93,57%, superior a la media estatal del 67,68%: la alfabetización masculina es del 97,55%, y la alfabetización femenina del 89,18%.